# Виейра, Антониу
Анто́ниу Вие́йра (порт. António Vieira, 6 февраля 1608, Лиссабон, Португалия — 18 июля 1697, Баия, португальская Бразилия) — португальский и бразильский миссионер-иезуит, проповедник, дипломат, философ и писатель, считавшийся одним из самых выдающихся миссионеров-проповедников своего времени.

## Биография
Родился в Лиссабоне; его отец был мулатом. Брат Бернардо Виейры. В 1614 году вместе с родителями переехал в Бразилию, где получил образование в иезуитском колледже в Баие. В 1625 году вступил в орден послушником, а спустя два года принёс свой первый обет. В возрасте 18 лет он начал преподавать риторику, а позже и догматическое богословие; помимо этого, он был назначен историографом провинции. В 1635 году был рукоположён в сан священника и вскоре стал известен как проповедник и оратор: три его патриотические проповеди, с которыми он выступил в Баие в 1638—1640 годах, особенно проповедь против Голландии, были высоко оценены современниками.
Когда в результате революции 1640 года на португальский трон взошёл Жуан IV, Бразилия признала его, и Виейра был выбран в качестве сопровождающего сына вице-короля, отправившегося в Лиссабон поздравить нового монарха. Там способности Виейры произвели на Жуана IV большое впечатление, вследствие чего он назначил его королевским проповедником, дал ему свободный доступ во дворец и постоянно советовался с ним по государственным делам.
Обладая большой политической мудростью и знанием истории, Виейра использовал церковную кафедру в качестве трибуны, с которой он предлагал меры по улучшению общего и особенно экономического положения Португалии. Он был не только проповедником, но и писателем, и в написанных им четырёх брошюрах выступал за создание компаний торговли, упразднение различий между христианами, реформу процедуры инквизиции и приёма еврейские и иностранных торговцев с гарантиями их безопасности от религиозных преследований, а также был известен своей критикой современного ему стиля проповеди, выступая, например, против злоупотреблений непонятными метафорами. В 1647 году Виейра начал свою карьеру в качестве дипломата, в ходе которой посетил Англию, Францию, Нидерланды и Италию. В одной из своих проповедей он призвал уступить Пернамбуку голландцам ради мира, в то время как его миссия в Рим в 1650 году была предпринята в надежде устроить брак между наследником престола Португалии и единственной дочерью испанского короля Филиппа IV. Его успехи, красноречие и стремление к реформам принесли ему множество врагов, и только вмешательство короля помешало его исключению из Общества Иисуса; всё это способствовало его возвращению в Бразилию.
В юности он поклялся посвятить свою жизнь улучшению жизни африканских рабов и местных индейцев из своей новой родине и, прибыв в Мараньян в начале 1653 года, он возобновил свои труды, которые были прерваны во время его 14-летнего пребывания в Старом Свете. Выступив из Пары, он отправился в долину реки Токантис, производя многочисленные обращения в христианство крупных племён, но после двух лет непрерывного труда, в ходе которых на его пути колониальными властями было создано немало трудностей, он пришёл к выводу, что индейцы должны быть выведены из подчинения губернаторам, чтобы не допустить их эксплуатации, и находиться под контролем членов одного лишь религиозного общества (иезуитов).
В июне 1654 года он отправился в Лиссабон, чтобы просить короля об улучшении жизни индейцев, и в апреле 1655 года получил от него ряд указов, которые передавали всю миссионерскую деятельность в Бразилии под контроль Общества Иисуса с Виейрой как верховным начальником и запрещали рабство туземцев, за исключением некоторых оговоренных случаев. Вернувшись с этими указами, он начал организовывать миссии на территории, имеющей береговую линию длиной в 400 лиг и население в 200000 человек, и в течение следующих шести лет (1655—1661) вёл непрерывную миссионерскую работу. Через некоторое время, однако, колонисты, приписывая нехватке рабов и происходящему из-за этого уменьшению своей прибыли иезуитам, начал активно выступать против Виейры, и к ним присоединились члены духовенства и других орденов, которые завидовали монополии иезуитов в управлении индейцами.
Виейра был обвинён в непатриотичном поведении и узурпации юрисдикции и в 1661 году после народного восстания власти отправили его с тридцать одним миссионером-иезуитом обратно в Португалию. Там он узнал о смерти короля Жуана IV и разделении двора на враждующие фракции, но, прибегнув в очередной проповеди к своему красноречию, в Крещение 1662 года в королевской часовне он дал ответ своим преследователям в виде длинной речи и призвал к исполнению королевских указов в пользу индейцев.
Обстоятельства были, однако, против него, и чиновники двора, опасаясь его влияния, сослали его сначала в Порту, а затем в Коимбру, но в обоих этих местах он продолжил свою работу проповедника, и реформы инквизиции также занимали его внимание. Чтобы заставить его замолчать, его враги призвали к суду над ним, и он был вынужден предстать перед святой инквизиции в Коимбре, где был допрошен о ереси в его проповедях, беседах и писаниях. Он верил в пророчества поэта-сапожника XVI века А. де Бандарры, который говорил о приходе правителя, с которым начнётся эпоха беспрецедентного процветания для церкви и для Португалии; эти новые благополучные времена было принято называть Quinto Império, или «Пятая империя». В одной из своих знаменитых работ Виейра пытался доказать истинность своей мечты отрывками из Священного Писания. Когда он отказался подчиниться, инквизиторы продержали его в тюрьме с октября 1665 по декабрь 1667 года и, наконец, постановили запретить ему миссионерскую деятельность как в плане проповедей, так и в плане написания работ.
Хотя Виейра вернул свою свободу и смог восстановить большую часть своего влияния вскоре по вступлении на престол короля Педру II, было решено, что он должен отправиться в Рим, чтобы обеспечить пересмотр приговора, который по-прежнему висела над ним, хотя все наказания были сняты. Во время проживания на протяжении 6 лет в Риме Виейра достиг вершин своего влияния: папа Климент X пригласил его проповедовать перед коллегией кардиналов, и он в итоге стал духовником королевы Швеции Кристины и членом её литературной академии.
По просьбе папы он составил отчёт на двести страниц о деятельности инквизиции в Португалии, в результате чего после судебного расследования папы Иннокентия XI её деятельность была приостановлена в Португалии на 7 лет (1674—1681). В конечном счёте Виейра вернулся в Португалию с папской буллой, освобождавшей его от подчинения инквизиции, и в январе 1681 года он вновь отправился в Бразилию. Он проживал в Баие и занимался подготовкой своих проповедей к публикации, а в 1687 году стал настоятелем провинции. Ложное обвинение в соучастии в убийстве и интриги его ближайших помощников омрачили последние месяцы его жизни, а 18 июля 1697 года он умер в Салвадоре, Баия.